# The Freddie Mercury Album
The Freddie Mercury Album — сборник, посмертный соло проект с материалами фронтмена  и вокалиста группы Queen Фредди Меркьюри, вышедший 16 ноября 1992 года. Альбом достиг четвёртого места в чарте Великобритании и оставался на этой позиции в течение 14 недель, получив при этом статус золотого.

## Об альбоме
The Freddie Mercury Album включает в себя ремиксы на последние выпущенные им композиции, а также оригинальные песни Barcelona, «Love Kills», «Exercises In Free Love» и кавер-версию на песню «The Great Pretender».
Сборник состоит из 11 сольных песен Фредди Меркьюри, исполненных им на протяжении всей сольной карьеры (в период с 1984 по 1988 годы), а также треки из альбома «Mr. Bad Guy», специального смикшированные для этого издания.
С этого альбома вышло два сингла: ремейк песни «The Great Pretender» и «Living on My Own» (радио-микс). Последняя стала первой и единственной (посмертно) в карьере Фредди Меркьюри композицией, поднявшейся на вершину UK Singles Chart.
В США и Канаде также вышел посмертный альбом Ф. Меркьюри, названный «The Great Pretender» и похожий на этот сборник, но с уклоном в сторону ремиксов.
На этом диске впервые появились 4 ранее не издавашихся трека: «The Great Pretender», кавер-версия на песню группы The Platters, зписанная в 1987 году, «Time» и «In My Defence», написанные Меркьюри в 1986 году, а также «Love Kills», записанная Меркьюри совместно с Джорджио Мородером в 1984 году (использовалась в саундтреке к фильму «Метрополис»).

## Список композиций
| №                   | Название                                | Авторы                | Длительность |
| ------------------- | --------------------------------------- | --------------------- | ------------ |
| 1.                  | «The Great Pretender»                   | Buck Ram              | 3:27         |
| 2.                  | «Foolin' Around» (Steve Brown Mix)      | Меркьюри              | 3:36         |
| 3.                  | «Time» (Nile Rodgers 1992 Remix)        | Dave Clark / Christie | 3:50         |
| 4.                  | «Your Kind of Lover» (Steve Brown Mix)  | Меркьюри              | 3:59         |
| 5.                  | «Exercises in Free Love»                | Меркьюри / Майк Моран | 3:58         |
| 6.                  | «In My Defence» (Ron Nevison Mix)       | Clark/Daniels/Soames  | 3:52         |
| 7.                  | «Mr. Bad Guy» (Brian Malouf Mix)        | Меркьюри              | 3:56         |
| 8.                  | «Let's Turn It On» (Jeff Lord-Alge Mix) | Меркьюри              | 3:46         |
| 9.                  | «Living on My Own» (Julian Raymond Mix) | Меркьюри              | 3:39         |
| 10.                 | «Love Kills»                            | Меркьюри / Мородер    | 4:29         |
| 11.                 | «Barcelona»                             | Меркьюри / Моран      | 5:37         |
| Общая длительность: | Общая длительность:                     | Общая длительность:   | 44:16        |

### Отличия американской версии диска
- другая обложка;
- альбом содержит ремикс на песню «The Great Pretender», а не оригинальную версию;
- окончание «Mr. Bad Guy» несколько отличается;
- «Love Kills» также является ремиксом;
- альбом содержит ремикс на песню «My Love is Dangerous» вместо песни «Barcelona».

## Чарты
| Страна         | Чарты             | Чарты  | Уровень продаж    |
|                | Наивысшая позиция | Недель | Сертификация      |
| -------------- | ----------------- | ------ | ----------------- |
| Италия         | 1                 | 7      |                   |
| Австрия        | 2                 | 16     | платиновый        |
| Германия       | 3                 |        | платиновый        |
| Великобритания | 4                 | 14     | дважды платиновый |
| Нидерланды     | 8                 | 30     |                   |
| Швейцария      | 8                 | 12     | платиновый        |
| Япония         | 64                | 6      |                   |